# Paweł Piasecki (duchowny)
Paweł Piasecki (ur. 17 października 1579 w Piasecznie, zm. 1 sierpnia 1649 w Mogile) – sekretarz królewski Zygmunta III Wazy (ok. 1613–1627), archidiakon warszawski w latach 1616–1631, kanonik lubelski, opat komendatoryjny mogilski (1624–1649) i biskup kamieniecki (1627–1640), biskup chełmski (1640–1644), a następnie przemyski (1644–1649), archidiakon kapituły kolegiackiej św. Jana Chrzciciela w Warszawie w 1616, kanonik warszawski w 1613, dr utriusque iuris.

## Życiorys
Syn Sebastiana i Katarzyny z Gromadzkich. Na Akademię Krakowską wpisał się w półroczu zimowym 1596. Studiował w Rzymie, dokąd wyjechał po raz pierwszy w 1598, i w Ołomuńcu, gdzie wstąpił na akademię jezuicką (1605). Następnie odbywał studia w Pradze. Po powrocie do Polski, przyjąwszy święcenia kapłańskie przebywał na dworze biskupa poznańskiego Wawrzyńca Goślickiego, a wkrótce potem objął kanonikat poznański. W 1608 ponownie wyrusza do Rzymu na dalsze studia, gdzie 19 lipca 1610 uzyskał doktorat obojga praw. Był także protonotariuszem apostolskim. Powróciwszy do kraju (ok. 1613) pełnił przez prawie 15 lat funkcję sekretarza króla Zygmunta III Wazy. Został kanonikiem, w 1616 archidiakonem warszawskim, a następnie lubelskim. Deputat kapituły katedralnej poznańskiej na Trybunał Główny Koronny w 1620. Delegat kapituły katedralnej poznańskiej na sejm walny 1623. W 1624 mianowany opatem w Mogile pod Krakowem. W 1627 zyskał godność biskupa kamienieckiego, w 1640 – chełmskiego i w 1644 – przemyskiego. W 1634 właściciel wsi Biskupice oraz Struża koło Chełma w województwie Lubelskim. Był członkiem konfederacji generalnej zawiązanej 16 lipca 1632 roku. Był elektorem Władysława IV Wazy z województwa podolskiego w 1632. Podpisał pacta conventa Jana II Kazimierza Wazy w 1648 roku.
Zmarł 1 sierpnia 1649 w Mogile.

## Twórczość
Autor Kroniki Polskiej, całość pt. „Kronika Pawła Piaseckiego”, wyd. Kraków 1870.

### Ważniejsze utwory
- Praxis episcopalis, Wenecja 1611, drukarnia Societatis Minimae, wyd. następne: Wenecja 1613; Kolonia 1615; Wenecja 1620 (edycja wątpliwa; według Estreichera przedruk tytułowy edycji z 1613); Kolonia 1620; Kraków 1627; Kraków 1643; Wenecja 1647; Kolonia 1665; pt. Nucleus juris episcopalis 1681 (edycja wątpliwa, zob. Estreicher XXIV, 231); Kolonia 1687; Lwów 1758
- Chronica gestorum in Europa singularium, Kraków 1645, drukarnia Franciszek Cezary, wyd. następne: Kraków 1645 (w rzeczywistości 1646); Kraków 1648; Amsterdam 1649; przekł. polski Chrząszczewskiego z końca XVIII w., wyd. K. W. Wójcicki częściowo pt. Pamiętniki do panowania Zygmunta III, t. 1-2, Warszawa 1846; całość pt. Kronika Pawła Pasieckiego, Kraków 1870; fragm. (prawdopodobnie w przekł. rosyjskim) wyd. Leonid archimandryta pt. Smutnoje wriemia i moskowsko-polskaja wojna, Petersburg 1887

### Listy
- Do kardynała Kosmy de Torres, dat. w Mogile 12 sierpnia 1634 (po włosku), wyd. T. Wierzbowski Materiały do dziejów piśmiennictwa polskiego, t. 2, Warszawa 1904, s. 65
- Do kardynałów, dat. w Krasnymstawie 25 stycznia 1644, wyd. T. Wierzbowski Materiały do dziejów piśmiennictwa polskiego, t. 2, Warszawa 1904, s. 69-71
- Fragm. listu do kardynała Kosmy de Torres, wyd. E. Rykaczewski Relacje nuncjuszów apostolskich i innych osób o Polsce od roku 1584 do 1690, t. 2, Berlin 1864, s. 187

Dzieła w: archive,Federacji Bibliotek Cyfrowych, Google